# هنرستان هنرهای زیبای پسران
هنرستان هنرهای زیبای پسران هنرستانی پسرانه در تهران برای آموزش هنرهای تجسمی است. این هنرستان پس از انقلاب تا سال ۱۳۸۴ هنرستان هنرهای تجسمی نامیده می‌شد. هنرستان در خیابان نورمحمدی نرسیده به پیچ شمیران واقع است.

## تاریخچه
در سال ۱۳۲۸ در پی ایجاد وزارت فرهنگ و هنر در وظایف بنیاد نامهٔ ادارهٔ آموزش هنری آن تأسیس هنرستان‌های هنرهای زیبا پیش‌بینی شد. این هنرستان در سال ۱۳۳۲ به‌طور مختلط تأسیس شد. در سال ۱۳۳ هنرستان هنرهای زیبای پسران تفکیک شد و تا سال ۱۳۳۴ در هر سه سال کلاس داشت. دانش آموزانی که سال سوم دبیرستان را طی کرده و سنشان از ۱۹ سال کمتر بود می‌توانستند در این هنرستان درخواست پذیرش بدهند. دورهٔ این هنرستان سه ساله بود و مدرک دیپلم اعطا می‌کرد. تا سال ۱۳۵۵ هنرجویان پذیرفته شده در هنرستان از کمک هزینه تحصیلی برخوردار بودند. پس از سال تحصیلی ۱۳۵۵-۱۳۵۴ و شروع نظام جدید که منجر به حذف کلاس سوم دبیرستان شد، نیاز به گواهی قبولی سوم راهنمایی داشتند. این دبیرستان پس از انقلاب کار خود را در سال ۱۳۶۰ با نام هنرستان هنرهای تجسمی شروع کرد. مراسم شصتمین سالگرد تأسیس این هنرستان در اسفند ۱۳۹۱ در موزه هنرهای معاصر تهران برگزار شد.

### هنر آموختگان

چنگیز شهوق از هنرآموختگان هنرستان

از میان دانش آموختگان این هنرستان که در رشته های هنرهای تجسمی ، سینما و موسیقی تاثیر گذار بودند می‌توان به همایون شجریان، مهران غفوریان، مجید عباسی، حسین رفیعی، شاهد احمدلو، بیژن میرباقری، کامبیز درم بخش، منصور قندریز، چنگیز شهوق، مسعود عربشاهی، صادق تبریزی، آرمین ترکمندی، مصباح طالب، حسین زنده رودی، فرامرز پیلارام، علیرضا اسپهبد، واحد خاکدان، حبیب‌الله صادقی، حسین خسروجردی، کاظم چلیپا، مرتضی اسدی، رضا عابدینی، احمد مرشدلو، حمید ابراهیمی، آرمن بابوم، علیرضا میرزا رضایی، جعفر روحبخش، مهدی حسینی، رضا بانگیز، کامیار صادقی، مجید زمانی، ناصر عزیزی، مصطفی و مرتضی دره‌باغی، پویا آریانپور، حمیدرضا اندرز، سعید زین العابدینی، پیام عبدالصمدی، مهران صابر، حسن کریم زاده، داود موسوی، سیامک فیلی زاده، کسری عابدینی، علی عامه کن، مهدی محب علی، بهروز فائقیان،حسین علی عسگری، احسان قائمی، علیرضا محمود زاده، وحید چمانی و سینا خاتمی اشاره کرد.

### استادان

جلیل ضیا پور از استادان هنرستان

از استادان هنرستان می‌توان به سهراب سپهری، محمود فرشچیان، آیدین آغداشلو، هانیبال الخاص، یحیی ذکاء، سیمین دانشور، جلال آل احمد، مارکو گریگوریان، شکوه ریاضی، لیلیت تریان، منصوره حسینی، احمد اسفندیاری، محمد تجویدی، منوچهر معتبر، عنایت الله سمیعی، اسماعیل زاویه، پرویز ایزدپناه، اصغر محمدی، کاظم قرایی، علی قهاری، محسن وزیری مقدم، جلیل ضیاء پور، جواد حمیدی، محمود جوادی پور، عباس شهدی زاده، داریوش شریف‌آبادی، محمدرضا ایمانی، غلامحسین نامی، محمد اسدیان، محمدابراهیم جعفری، مجیدمهرگان، باقر آقامیری، علی یادگار یوسفی، احمد رؤیایی، جلال متولی، رضا فضائلی، محسن فولادپور و مرتضی شمیسا اشاره کرد.

## اثرگذاری
به گفته عنایت سمیعی، منتقد ادبی و از استادان هنرستان، این مؤسسه از زیر ساخت‌های مهم شکل گیری هنر مدرن در ایران است که در ارتقای سطح هنرهای تجسمی در این کشور  نقش داشته‌است.

## مواد درسی
مواد درسی هنرستان از ابتدا مشتمل بر دو دستهٔ عملی (نقاشی، مجسمه‌سازی، مینیاتور، مستند ملی و طرح‌های تزئینی) و نظری (ریاضیات، زبان خارجه، پرسپکتیو (مناظر و مرایا) تاریخ هنر، کالبد شناسی، رنگ شناسی، خط، هندسه، و ورزش) بوده‌است.